# Neosarromyia trinitas
Neosarromyia trinitas là một loài ruồi trong họ Tachinidae.